# آلن و اوری
آلین و آوری (به انگلیسی: Allen & Overy) یک شرکت حقوقی بین‌المللی است که دفتر مرکزی آن در لندن می‌باشد.
این شرکت یکی از اعضای گروه حلقه جادو در انگلیس است که شامل شرکتهای حقوقی بزرگ است. شرکت آلن و اوری یکی از بزرگترین شرکتهای حقوقی جهان است که به شرکتهای بین‌المللی، موسسات بزرگ مالی و دولت‌ها مشاوره حقوقی می‌دهد.
از زمان تأسیس شرکت در سال ۱۹۳۰، آلن و اوری همواره رشد صعودی داشته تا به یکی از شرکتهای بزرگ دنیا تبدیل شده و این رشد شامل تعداد وکلا و درآمد بوده‌است. این شرکت با بیش از ۵۰۰۰ کارمند که شامل بیش از ۵۰۰ تن از شرکا در ۴۳ شعبه می‌شود، خدمات خود را در اروپا، آمریکا، استرالیا، آفریقا و خاورمیانه ارائه می‌دهد.
در سال ۲۰۰۸ پس از رفتن یکی از شرکای اصلی شرکت به نام ویم دجانهی، دیوید مورلی که قبلاً از شرکای مدیریتی بود به عنوان شریک ارشد انتخاب شد.

## دفاتر
شرکت آلن و اوری طی این سال‌ها و پس از بین‌المللی شدن ۴۳ شعبه در ۳۰ کشور راه‌اندازی کرده‌اند. جدیدترین دفاتر آن‌ها در هانوی، هوشی مین، کازابلانکا و استانبول است. شرکت آلن و اوری با بیش از ۱۰۰ شرکت حقوقی دیگر نیز در ارتباط هستند و روابط خوبی دارند.